# Chevenon
Chevenon település Franciaországban, Nièvre megyében. Lakosainak száma 632 fő (2022. január 1.). Chevenon Saint-Éloi, Imphy, Luthenay-Uxeloup, Magny-Cours, Saint-Parize-le-Châtel, Sauvigny-les-Bois és Sermoise-sur-Loire községekkel határos.

## Népesség
A település népességének változása:
| Lakosok száma | 592  | 576  | 598  | 590  | 604  | 618  | 623  | 624  | 632  |
|               | 2013 | 2015 | 2016 | 2017 | 2018 | 2019 | 2020 | 2021 | 2022 |